# Богумілув (Пйотрковський повіт)
Богумілув (пол. Bogumiłów) — село в Польщі, у гміні Розпша Пйотрковського повіту Лодзинського воєводства.
У 1975-1998 роках село належало до Пйотрковського воєводства.